# Obiekty zagrożone na liście światowego dziedzictwa UNESCO
Obiekty zagrożone na liście światowego dziedzictwa UNESCO – lista stworzona przez Komitet Światowego Dziedzictwa UNESCO na mocy Konwencji o Ochronie Światowego Dziedzictwa Kulturalnego i Naturalnego zawierająca 54 obiekty.
Na liście wyszczególnione są obiekty dziedzictwa kulturalnego i naturalnego z Listy Światowego Dziedzictwa UNESCO, które wymagają wykonania robót mających na celu ich ocalenie, gdyż zagrożone są one poważnym i ściśle określonym niebezpieczeństwem (jak groźba unicestwienia wskutek przyśpieszonego rozpadu, projekty wielkich robót publicznych albo prywatnych, szybki rozwój miast i turystyki, zniszczenia spowodowane zmianą wykorzystania lub własności gruntu, głębokie zmiany z nieznanych przyczyn, opuszczenie z jakiegokolwiek powodu, wybuch lub groźba wybuchu konfliktu zbrojnego, kataklizmy i klęski żywiołowe, wielkie pożary, trzęsienia ziemi, obsuwanie się terenu, wybuchy wulkanów, zmiana poziomu wód, powodzie, przypływy morza. Wg Konwencji, lista dziedzictwa światowego w niebezpieczeństwie powinna również zawierać kosztorys operacji.

## Dziedzictwo kulturalne
| Państwo/Terytorium | Obiekt                                                  | Data wpisania na listę | Zdjęcie |
| ------------------ | ------------------------------------------------------- | ---------------------- | ------- |
| Afganistan         | Posągi Buddy w Bamianie                                 | 2003                   |         |
| Afganistan         | Minaret w Dżam                                          | 2002                   |         |
| Austria            | Historyczne centrum Wiednia                             | 2017                   |         |
| Boliwia            | Potosí                                                  | 2014                   |         |
| Egipt              | Abu Mena                                                | 2001                   |         |
| Irak               | Aszur (Kalaat Szirkat)                                  | 2003                   |         |
| Irak               | Hatra                                                   | 2015                   |         |
| Irak               | Samarra                                                 | 2007                   |         |
| Izrael             | Stare Miasto (Jerozolima)                               | 1982                   |         |
| Jemen              | Histroyczne Miasto Zabid                                | 2000                   |         |
| Jemen              | Stare Miasto w Sanie                                    | 2015                   |         |
| Jemen              | Stare Miasto warowne Szibam                             | 2015                   |         |
| Kosowo             | Średniowieczne budynki Kosowa                           | 2006                   |         |
| Libia              | Cyrena                                                  | 2016                   |         |
| Libia              | Leptis Magna                                            | 2016                   |         |
| Libia              | Sabrata                                                 | 2016                   |         |
| Libia              | Ghadamis                                                | 2016                   |         |
| Libia              | Tadrart Akakus                                          | 2016                   |         |
| Mali               | Stare miasto w Dżenne                                   | 2016                   |         |
| Mali               | Timbuktu                                                | (1990-2005) 2012       |         |
| Mali               | Grobowiec Askii                                         | 2012                   |         |
| Mikronezja         | Nan Madol                                               | 2016                   |         |
| Palestyna          | Bazylika Narodzenia Pańskiego                           | 2012                   |         |
| Palestyna          | Battir                                                  | 2014                   |         |
| Palestyna          | Starożytne miasto Hebron                                | 2017                   |         |
| Panama             | Fort San Lorenzo                                        | 2012                   |         |
| Peru               | Strefa archeologiczna miasta Chan Chan                  | 1986                   |         |
| Syria              | Starożytne miasto Aleppo                                | 2013                   |         |
| Syria              | Starożytne miasto Bosra                                 | 2013                   |         |
| Syria              | Starożytne miasto Damaszek                              | 2013                   |         |
| Syria              | Starożytne osady na północy Syrii, "Martwe Miasta"      | 2013                   |         |
| Syria              | Zamek Krak des Chevaliers i twierdza Kalat Salah ad-Din | 2013                   |         |
| Syria              | Ruiny Palmyry                                           | 2013                   |         |
| Uganda             | Grobowce Kasubi                                         | 2010                   |         |
| Uzbekistan         | Historyczne centrum Shahrisabzu                         | 2016                   |         |
| Wielka Brytania    | Liverpool Maritime Mercantile City                      | 2012                   |         |
| Wenezuela          | Coro i jego port                                        | 2005                   |         |

## Dziedzictwo naturalne
| Państwo                       | Obiekt                                             | Data wpisania na listę | Zdjęcie |
| ----------------------------- | -------------------------------------------------- | ---------------------- | ------- |
| Demokratyczna Republika Konga | Park Narodowy Garamba                              | (1984-1992) 1996       |         |
| Demokratyczna Republika Konga | Park Narodowy Kahuzi-Biéga                         | 1997                   |         |
| Demokratyczna Republika Konga | Park Narodowy Okapi                                | 1997                   |         |
| Demokratyczna Republika Konga | Park Narodowy Salonga                              | 1999                   |         |
| Demokratyczna Republika Konga | Park Narodowy Wirunga                              | 1994                   |         |
| Gwinea                        | Rezerwat Ścisły Góry Nimba                         | 1992                   |         |
| Honduras                      | Rezerwat biosfery Río Plátano                      | (1996-2007) 2011       |         |
| Indonezja                     | Dziedzictwo Tropikalnych Lasów Deszczowych Sumatry | 2011                   |         |
| Kenia                         | Parki narodowe jeziora Turkana (Rudolfa)           | 2018                   |         |
| Madagaskar                    | Lasy deszczowe Atsinanana                          | 2010                   |         |
| Niger                         | Narodowy Rezerwat Przyrody Aïr i Ténéré            | 1992                   |         |
| Republika Środkowoafrykańska  | Park Narodowy Manovo-Gounda St. Floris             | 1997                   |         |
| Senegal                       | Park Narodowy Niokolo-Koba                         | 2007                   |         |
| Stany Zjednoczone             | Park Narodowy Everglades                           | 2010                   |         |
| Tanzania                      | Rezerwat Selous                                    | 2014                   |         |
| Wybrzeże Kości Słoniowej      | Rezerwat Ścisły Góry Nimba                         | 1992                   |         |
| Wyspy Salomona                | East Rennell                                       | 2013                   |         |